# Ambrosius Sebestyén
Ambrosius Sebestyén (Lam Sebestyén) (Késmárk, 1554. augusztus 23. – Késmárk, 1600. október 24.) evangélikus, majd református lelkész.

## Élete
Iskoláit szülőhelyén végezte, ahol később tanárai tanártársuknak választották. 1575-ben külföldi egyetemekre ment tanulni, ahonnan visszatérve, 1576-ban késmárki tanító lett és két év múlva, mint evangélikus lelkész Eperjesre ment. 1583-ban Késmárkon választották meg evangélikus prédikátornak. Itt nyolc évig működött. 1591-ben Kálvin János tanaival szimpatizált, emiatt sok kellemetlenségnek volt kitéve, végül református hitre tért át. Pestisben halt meg. Fia Sebastianus Ambrosius.

## Munkái
- Antithesis ubiquitatis et orthodoxae doctrinae de persona Christi. Servestae, 1591
- Kurze Wiederholung der reinen Lehr der Stadt Keissmarck. Hely n., 1596
- Defensio orthodoxae doctrinae, tum de aliis quibusdam christianae religionis capitibus… Servestae, 1598 (Ez és az 1. munka Stansich-Horváth György ellen van irva.)
- Declaratio circumstantiarum gemini colloquii, alterius in 5. dec. anni 1595, alterius 29. jan. anni 1596 in arce Kesmarkiensi habitis et aliarum quarumdam actionum. Uo. 1598
- Oratio funebris memoriae generosae… Susannae Dóczi dmni Seb. Theökeöli conjugis. Heidelbergae, 1600
- Gradeczi Horváth Gergely és Lám (Ambrosius) Sebestyén hitvitája; kiad. Ráth György; Athenaeum, Bp., 1894
- Sebők Marcell: Ambrosius Sebestyén levele Forgách Imrének, 1597; Scriptum, Szeged, 1994 (A Lymbus füzetei)